# Atsushi
Atsushi ist ein männlicher japanischer Vorname.

## Bekannte Namensträger
- Atsushi Fujita (* 1976), japanischer Langstreckenläufer
- Atsushi Inaba (* 1971), japanischer Spieleentwickler
- Atsushi Kamijō (* 1963), japanischer Manga-Zeichner
- Atsushi Kazama (* 1964), japanischer Biathlet
- Atsushi Natori (* 1961), japanischer Fußballspieler
- Atsushi Ōkubo, japanischer Mangaka
- Atsushi Onami, bürgerlicher Name von Wakatakakage Atsushi (* 1994), japanischer Sumoringer
- Atsushi Satō (* 1978), japanischer Langstreckenläufer
- Atsushi Shirakawa, bürgerlicher Name von Tenmon (* 1971), japanischer Komponist
- Atsushi Sugie, japanischer Astronom
- Atsushi Sugimoto (* 1964), japanischer Koch
- Atsushi Takahashi (* 1965), japanischer Amateurastronom und Asteroidenentdecker
- Atsushi Uchiyama (* 1959), japanischer Fußballspieler und -trainer
- Atsushi Yanagisawa (* 1977), japanischer Fußballspieler
- Atsushi Yogō (* 1965), japanischer Autorennfahrer
- Atsushi Yoneyama (* 1976), japanischer Fußballspieler